# Église Saint-Laurent d'Opoul
Pour les articles homonymes, voir église Saint-Laurent.
L'église Saint-Laurent d'Opoul est une église romane ruinée située sur l'ancien oppidum d'Opoul, sur la commune d'Opoul-Périllos, dans le département français des Pyrénées-Orientales.